# Jan Just Bos
Jan Justus "Jan-Just" Bos, född 28 juli 1939 i Balikpapan, död 24 mars 2003 i Oosterbeek, var en nederländsk roddare.
Han blev olympisk bronsmedaljör i tvåa med styrman vid sommarspelen 1964 i Tokyo.